# Gewone schorsbreker
De gewone schorsbreker (Vuilleminia comedens) is een schimmel behorend tot de familie Corticiaceae. Hij leeft op dode, nog hangende of afgevallen loofhouttakken. De zwam komt algemeen voor, meestal op eik (Quercus) in diverse biotopen.

## Kenmerken

### Uiterlijke kenmerken
De vruchtlichamen groeien korstvormend op het kale takhout waarbij de schors wordt omgekruld en afgeworpen. De zwam kan oppervlakte van meerdere decimeters bedekken en tot enkele millimeters dik worden. Het oppervlak is glad en wasachtig en is geelbruin tot paars-vleeskleurig. Bij vochtig weer zwelt de gewone schorsbreker op en krijgt hij een geleiachtige consistentie.

### Microscopische kenmerken
De wit gekleurde sporen zijn allantoïde (worstvormig), glad, meten 17-22 (25) × (4,5) 5,5-7 µm, gemiddeld 20-22 × 6-6,5 µm. Ze zijn van binnen gegranuleerd en zwak amyloïde. De basidia zijn erg lang, tot 100 µm, en hebben gespen. Cystidia zijn afwezig.

## Ecologie
De gewone schorsbreker groeit tussen schors en hout van aangetaste takken en twijgen van loofbomen, voornamelijk eiken. Bij rijpheid maakt hij de schors los zodat de sporen zich kunnen verspreiden. De paddenstoel is het hele jaar door te vinden.

## Verspreiding
De gewone schorsbreker en verwante soorten komen voor in Noord-Amerika, Europa, Noord-Afrika, Azië (Klein-Azië, Japan) en Nieuw-Zeeland. In Europa strekt het verspreidingsgebied zich uit van Verenigd Koninkrijk, Nederland en Frankrijk in het westen tot Polen en Hongarije in het oosten en zuiden tot Spanje en Italië en in het noorden tot de Hebriden en Fennoscandinavië. In Nederland en België komt de zwam zeer algemeen voor. Hij staat niet op de rode lijst en is niet bedreigd.

## Andere schorsbrekers
- Haagbeukschorszwam (Peniophora laeta); vruchtlichaam wrattig, oranje geteint, groeit vooral op haagbeuk
- Elzenschorsbreker (Vuilleminia alni) glad, oranje geteint, groeit op diverse loofbomen
- Hazelaarschorsbreker (Vuilleminia coryli) glad, grijs-rossige teint, groeit op hazelaar en es